# Claus Roxin
Claus Roxin (Hamburgo, 15 de maio de 1931 — 18 de fevereiro de 2025) foi um jurista alemão. Foi um dos mais influentes dogmáticos do direito penal alemão, tendo conquistado reputação nacional e internacional neste ramo. Foi detentor de doutorados honorários conferidos por 17 universidades no mundo.
Foi o introdutor do Princípio da bagatela, em 1964, no sistema penal. Claus Roxin foi o desenvolvedor do Princípio da Alteridade ou Transcendentalidade no Direito Penal. Segundo tal princípio, proíbe-se a incriminação de atitude meramente interna, subjetiva do agente, e que, por essa razão, se revela incapaz de lesionar o bem jurídico. Ninguém pode ser punido por ter feito a si mesmo.

## Vida acadêmica
Roxin estudou direito da Universidade de Hamburgo de 1950 a 1954. Trabalhou, depois disso, como assistente científico onde, em 1957, receberia o grau de doutorado por sua tese Offene Tatbestände und Rechtspflichtmerkmale (Elementos Abertos de um Crime e Elementares de Dever Jurídico - em tradução livre). Em 1962, ele apresentou Täterschaft und Teilnahme (Crime e Acessórios do Crime) que se transformou em um obra padrão e indispensável em seu ramo.
Roxin tornou-se professor da Universidade de Göttingen em 1963. Em 1966 foi um dos autores de "Alternativentwurf für den Allgemeinen Teil des deutschen Strafgesetzbuchs" (Proposta Alternativa Para a Parte Geral do Código Penal Alemão) que influenciou o direito penal alemão nos anos seguintes. De 1968 a 1971, também trabalhou na proposta alternativa da parte especial do Código Penal alemão, lançada em 4 volumes.
Em 1971, tornou-se professor da Universidade de Munique, onde lecionou até 1999, ocupando a cadeira de direito penal e processo penal. Trabalhou, também, em um workshop de juristas alemães e suíços que publicou uma proposta alternativa do sistema penal alemão em 1973 e uma proposta alternativa ao Código de Processo Penal alemão em 1980.
Recebeu o doutoramento honoris causa da Universidade de Coimbra em 1993. Em 2014, recebeu a mesma honraria, pela Universidade do Estado do Rio de Janeiro (UERJ).